# Jean Vanek
Jean-Pierre Vanek (19 januari 1969) is een voormalig voetballer uit Luxemburg. Hij speelde als verdediger gedurende zijn carrière. Vanek beëindigde zijn loopbaan in 2002 bij F91 Dudelange.

## Interlandcarrière
Vanek kwam in totaal 35 keer (twee doelpunten) uit voor de nationale ploeg van Luxemburg in de periode 1994-2002. Onder leiding van bondscoach Paul Philipp maakte hij zijn debuut op 12 oktober 1994 in de EK-kwalificatiewedstrijd in Minsk tegen Wit-Rusland, die met 2-0 verloren werd. Zijn 35ste en laatste interland speelde hij op 5 september 2002 in Luxembourg tegen Israël (0-5).

## Erelijst
Avenir Beggen
- Landskampioen

1993, 1994
- Beker van Luxemburg

1992, 1993, 1994
 F91 Dudelange
- Landskampioen

2001, 2002